# Amyrea humbertii
Amyrea humbertii är en törelväxtart som beskrevs av Jacques Désiré Leandri. Amyrea humbertii ingår i släktet Amyrea och familjen törelväxter. Inga underarter finns listade i Catalogue of Life.